# Neotrichoporoides microstigma
Neotrichoporoides microstigma är en stekelart som först beskrevs av Vittorio Luigi Delucchi 1962.  Neotrichoporoides microstigma ingår i släktet Neotrichoporoides och familjen finglanssteklar. Inga underarter finns listade i Catalogue of Life.